# S. A. Cosby

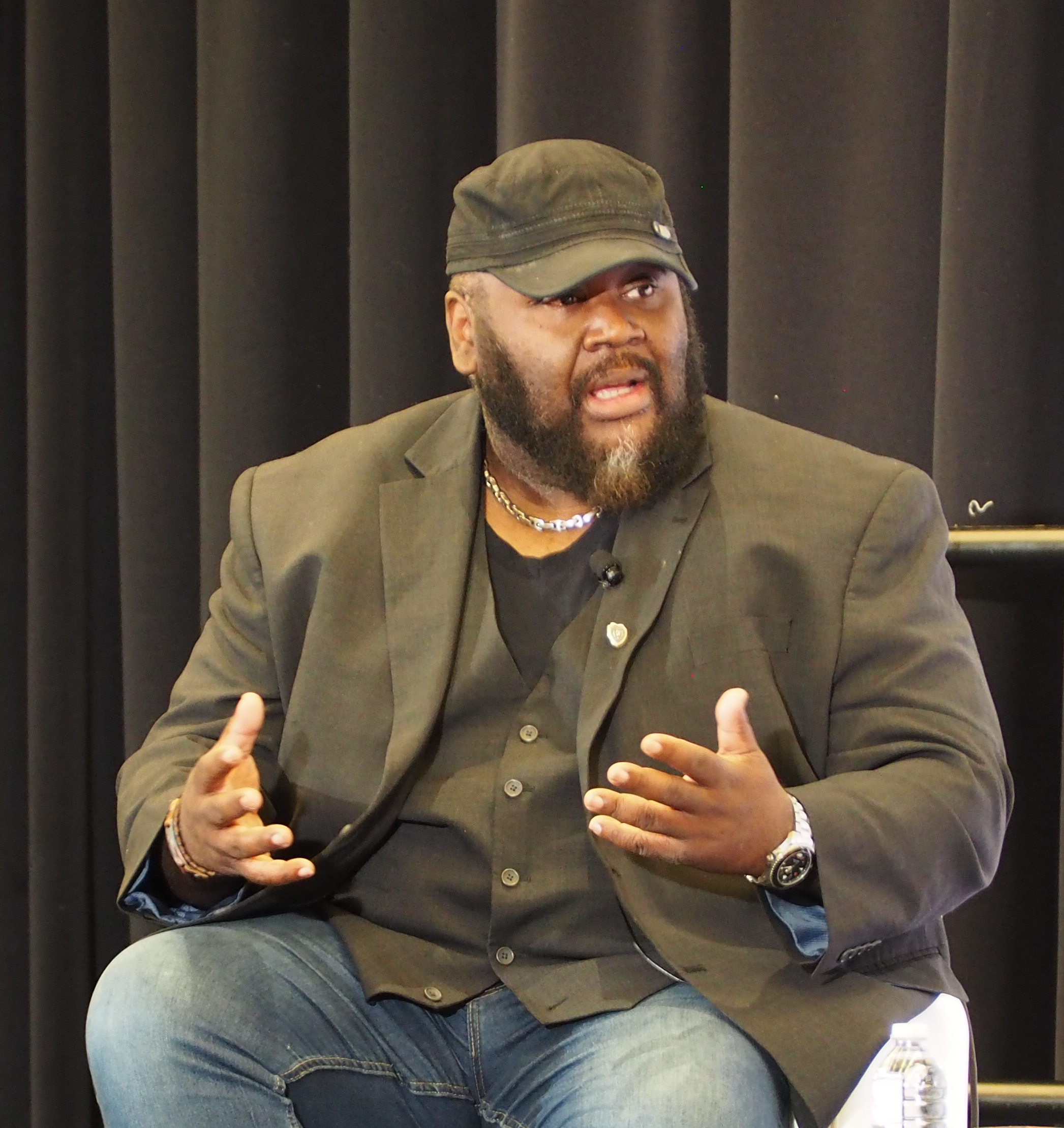
S. A. Cosby

S. A. Cosby (* 4. August 1973 oder 1974), auch bekannt als Shawn A. Cosby, ist ein US-amerikanischer Schriftsteller. Er ist vor allem bekannt für seinen Roman Blacktop Wasteland.

## Leben und Wirken
Shawn A. Cosby wurde als Kind von Joyce und Roy Cosby in Mathews County im südöstlichen Virginia geboren. Er stammt aus ärmlichen Verhältnissen und wuchs als Kind in einem Trailer auf, wo er nach eigener Aussage bis ins Jugendalter keinen Zugang zu einer Innentoilette hatte, was er auf systemischen Rassismus in seiner Heimatstadt zurückführt, die ihren Einwohnern keinerlei städtische Wasserleitung zur Verfügung stellte und sogar das Bohren eines eigenen Brunnens oft verbot.
Cosby studierte Englische Literatur an der Christopher Newport University, brach aber das Studium ab, um sich um seine erkrankte Mutter zu kümmern. Neben seiner schriftstellerischen Tätigkeit arbeitet Cosby als Assistent in einem Bestattungsunternehmen. Davor hatte er eine Reihe von verschiedenen Jobs, u. a. im Einzelhandel und der Fast-Food-Industrie, als Gabelstaplerfahrer, Landschaftsgärtner, Roadie, Bauarbeiter und Türsteher. Insbesondere seine Erfahrungen bei letzterer Tätigkeit helfen ihm beim Nachbilden der „chaotischen Natur physischer Gewalt“ in seinen Texten.
Ein Onkel von Cosby machte ihn früh mit den Kriminalromanhelden Travis McGee und Mike Hammer bekannt, während eine Tante ihm ihre Stephen-King-Romane lieh. Bereits in seiner Kindheit von seiner Mutter ermutigt, Bücher umzuschreiben, deren Ende er nicht mochte, begann Cosby mit Horror. Dementsprechend spielte auch seine anfängliche schriftstellerische Laufbahn im Horror-Genre, später wandte er sich dann aber immer mehr dem Krimi- und Mysterybereich zu. Weitere literarische Einflüsse auf Cosby sind u. a. Walter Mosley, Ross Macdonald, Elmore Leonard, Chester Himes, David Goodis, Donald Goines und Agatha Christie.
Seine Kurzgeschichte The Grass Beneath My Feet machte Cosby einem breiteren Publikum bekannt. Sie ist aus der Sicht eines Strafgefangenen geschrieben, der sich auf einmaligem Freigang in einem Bestattungsinstitut befindet, um sich dort unter Aufsicht ein letztes Mal von seiner toten Mutter verabschieden zu können. Für die Geschichte gewann Cosby 2019 einen Anthony Award, der zu den angesehensten US-amerikanischen Krimipreisen zählt.
Nach der Publikation zweier Romane (Brotherhood of the Blade und My Darkest Prayer) bei kleineren Verlagen erschien im August 2020 Cosbys bekanntestes Werk Blacktop Wasteland (auf Deutsch etwa „Asphaltwüste“) bei Flatiron Books, einem Imprint von Macmillan Publishing und ist damit das erste seiner Bücher, das bei einem bekannten Großverlag erschien. Das Buch wurde ein Amazon-Bestseller und schaffte es bei Afroamerikanischer Literatur unter Mystery, Thriller & Spannende Belletristik auf Platz 1. Die New York Post zählte das Buch zu den 30 besten Titeln des Sommers 2020, weiterhin landete es in den Top 100 Notable Books, den 100 bemerkenswertesten Büchern des Jahres 2020, der New York Times, sowie unter den besten Büchern der Kategorie Krimi/Thriller im Guardian und auf dem Online-Portal Crimereads. Der Boston Globe zählte später Blacktop Wasteland zu den besten Mystery/Thriller Büchern des Winters 2020/21. Die (gleichnamige) deutschsprachige Übersetzung des Romans erschien 2021 im ars vivendi verlag.
Im Oktober 2020 wurde publik gemacht, dass die Produktionsfirmen Picturestart und Get Lifted Film Co (welche dem Musiker John Legend gehört) die Filmrechte des Romans erworben haben. Das für dieses Projekt eigens von den beiden Firmen gegründete Joint Venture Picture Lift nimmt sich zum Ziel, Filme im 10-Millionen-Dollar-Bereich von unterrepräsentierten Filmemachern entwickeln, produzieren und finanzieren. In den gemeinsam produzierten Filmen sollen außerdem möglichst diverse und bunt gemischte Darsteller besetzt werken. Für das Drehbuch der Filmadaption wird Virgil Williams verantwortlich sein, der zuletzt für seine Adaption von Mudbound für einen Oscar nominiert war.
Im Oktober 2020 erschien die Anthologie Rural Voices, zu der Cosby die Kurzgeschichte Whiskey and Champagne beisteuerte. Die Sammlung wurde von NPR, einer Kooperation nichtkommerzieller Hörfunksender, als eines der besten Bücher des Jahres 2020 aufgeführt. Das Lifestyle-Magazin Country Living wählte den Titel für dessen Buch-Club für den Monat Februar 2021 aus. Sowohl Cosbys Beitrag als auch die anderen Kurzgeschichten „beleuchte[n] die Komplexität der Menschen und Erfahrungen, die im ländlichen Amerika existieren.“
Im Juli 2021 erschien erneut bei Flatiron Books der Rachethriller Razorblade Tears. Bereits im Januar 2021 wurde publik, dass (bereits vor der Erscheinung des Titels) die Filmrechte an das Studio Paramount Players (einer Abteilung von Paramount Pictures) verkauft worden sind. Jerry Bruckheimer und Chad Oman werden die Verfilmung produzieren.
S. A. Cosby geht in seiner Freizeit dem Gärtnern nach, weiterhin zählen Schach spielen und Wandern zu seinen Hobbys. In Bezug auf seine Religionszugehörigkeit bezeichnet sich Cosby selbst als lapsed Southern Baptist, also einen nicht-praktizierenden Baptisten der Südstaaten. Er lebt heute  in Gloucester.

## Blacktop Wasteland
Blacktop Wasteland vereint Elemente des Kriminalromans und des Thrillers, vereinzelte  Rezensenten erkennen auch Noir-Merkmale und Züge dunkler Komödien. S. A. Cosby selbst bezeichnet das Buch als southern heist novel – zu Deutsch etwa: „Südstaaten-Raubroman“. Für die Fertigstellung von Blacktop Wasteland fand er unter anderem Inspiration bei  Winter's Bone von Daniel Woodrell, seinerseits Begründer des Country Noir. So nutzt Cosby außerdem die Begrifflichkeit rural noir, was in etwa „ländlichem Noir“ entspricht.
Der Roman handelt von dem Automechaniker Beauregard "Bug" Montage, der mit seiner Frau Kia und seinen Kindern im ländlichen Virgina lebt. Beauregard, wie auch einst sein Vater, besitzt eine kriminelle Vergangenheit als Fluchtwagenfahrer. Obwohl sehr talentiert darin, hat er diese jedoch weitestgehend hinter sich gelassen und besitzt nun eine ehrlich geführte Autowerkstatt. Trotz des scheiternden Unternehmens und immer größer werdender Schulden, versucht er, seiner Familie zuliebe auf der richtigen Seite des Gesetzes zu bleiben und vor allem seinen Söhnen ein gutes Vorbild zu sein. Als seine Tochter Geld für das College benötigt und zudem seiner Mutter der Rauswurf aus ihrem Altersheim droht, entschließt er sich, sich ein letztes Mal bei einem Überfall als Fluchtwagenfahrer zu beteiligen.
Das Buch erfreute sich größtenteils positiver Resonanz. So sei Blacktop Wasteland sowohl „großartige Charakterstudie“ als auch „hochspannende Erzählung“, überdies besitze Cosby ein „unbestreitbares Verständnis für Orte“.
Cosbys schwarzer Protagonist Beauregard ist bewusst nuanciert und vielschichtig angelegt. Die tiefere und exakte Darstellung des Charakters, die auch viel Raum für Schwächen lässt, unterscheidet die Figur vom Stereotyp des – um mit einem von Spike Lee popularisierten Begriff zu sprechen – Magical Negros, dessen Hauptfunktion es häufig sei, lediglich ein „schönes Stück Weisheit an[zu]bieten, um dem weißen Charakter auf seiner Reise zu helfen“. So ist der Mann, der als „Bug“ zu extremer Gewalt fähig ist, durchaus dazu fähig, als Beauregard wieder aufrichtig liebender Vater und treuer Ehemann zu sein.
In der Tradition der Heist-Movies ist Hauptfigur Beauregard trotz Mittäterschaft an dem Verbrechen Sympathieträger des Buches, laut der New York Times findet die Erzählung aber ihr „rettendes Element in der Weigerung, ihren Helden zu verehren“. Seine Geschichte und Beweggründe sind in einer Perspektive südstaatlicher Identität verfasst, die man in diesem Genre nur selten finde. Diese Perspektive biete einen Ausblick auf die „Komplexität und Widersprüche des ländlichen schwarzen Lebens“, genauer jedoch eine „komplexe Sicht auf schwarze Männlichkeit“. Dieser Umstand sei hauptsächlich der Verarbeitung von Cosbys eigenen Erfahrungen als afroamerikanischer Mann, der in Armut im ländlichen Süden geboren und aufgewachsen ist, geschuldet.
Cosby, dessen Lebensweg laut eigener Aussage von systemischer Entrechtung und Rassenfeindlichkeit geprägt war, fühlt sich oft zur Seite der sozial Ausgegrenzten und Unterdrückten hingezogen. Dementsprechend sei es in seinem bisherigen literarischen Wirken nicht zu vermeiden gewesen, dass stets seine persönliche Weltanschauung sein Schreiben durchdringe.
Gabino Iglesias von NPR schließt sich diesem Gedanken an und lobt „die Art und Weise, wie [der Roman] eine fiktive Geschichte nutzt, um Wahrheiten zu vermitteln und Geschichte zu diskutieren“. Diese zugrunde liegenden Wahrheiten seien darüber hinaus universell und überschreiten die Regionalität der im Roman abgebildeten Schauplätze. So sieht Iglesias in Blacktop Wasteland viel mehr einen „Schrei über Rasse, der irgendwo in den Appalachen beginnt und im ganzen Land widerhallt“.
Obwohl an seinen Schauplätzen de facto längst keine zwanghafte Umsetzung von Segregation (im Sinne von Rassentrennung) mehr besteht, existieren dort noch immer harte Trennlinien räumlicher und sozialer Natur; allen voran die Kluften zwischen armen und reichen, sowie schwarzen und weißen, Gemeinschaften. Cosby beschreibt diese Phänomen als „unerzwungene soziale Segregation“. Über seine Gewohnheit, in seinen Werken häufig die Lebensgeschichten afro-amerikanischer Menschen in armen ländlichen Gegenden als Leitmotiv zu wählen, resümiert Cosby folgendermaßen:

“I think the greatest truth of fiction is conflict drives the narrative. The greatest truth of being poor in a rural environment is you’re only one paycheck away from disaster.”

„Ich denke, die größte Wahrheit der Fiktion ist, dass der Konflikt die Erzählung antreibt. Die größte Wahrheit darüber, in einer ländlichen Umgebung arm zu sein, ist, dass man nur einen Gehaltsscheck von der Katastrophe entfernt ist.“

Blacktop Wasteland begeisterte neben dem Feuilleton auch verschiedene namhafte Autoren. Lee Child bezeichnet den Roman unter anderem als „authentisch“ und „verschlagen“ und lobt dessen „Charaktere und Dilemmas, die Ihnen das Herz brechen werden.“ Die Krimi-Autorin Cara Black teilt die letztere Aussage, der Roman sei auch für sie „vollgepackt mit emotionalen Konflikten und lässt einen nicht mehr los.“ Laut Dennis Lehane sei Blacktop Wasteland „ein dringender, zeitgemäßer, perfekter Ruck des American Noir.“
Kolja Mensing schrieb auf Deutschlandfunk Kultur: „…die Verfolgungsjagden im zweiten Teil dieses Romans sind das Beste, was seit Langem in diesem Fach geschrieben wurde: knallharte Actionprosa, bei der S. A. Cosby immer mal ganz leicht die Bremse antippt, um schnell eine kurze Reflexion über ‚die symbiotische Beziehung zwischen Mensch und Maschine‘ über die Windschutzscheibe flackern zu lassen – und dann zum nächsten Sprung anzusetzen: ‚Time to fly, baby‘.“
Marcus Müntefering dagegen befindet auf Der Spiegel (online): „Cosby ist ein aufregender Gangsterroman gelungen, der immer dann besonders gut funktioniert, wenn er tief in seine Milieus eintaucht oder in Sachen Action das Gaspedal voll durchdrückt. Aber er schrammt sprachlich oft genug am Kitsch entlang und verschenkt sein dramatisches Potenzial durch ein geradezu grotesk versöhnliches Ende.“

## Bibliografie
- Brotherhood of the Blade. Roman. CreateSpace Independent Publishing Platform, 2015, ISBN 978-1-5006-4175-7.
- My Darkest Prayer. Roman. Intrigue Publishing 2019, ISBN 978-1-940758-86-2.
- Blacktop Wasteland. Roman. Flatiron Books, New York 2020, ISBN 978-1-250-25267-8.
  - Blacktop Wasteland. Roman. ars vivendi, Cadolzburg 2021, ISBN 978-3-7472-0220-3 (Aus dem amerikanischen Englisch von Jürgen Bürger).
- Whiskey and Champagne. Kurzgeschichte. In: Rural Voices. 15 Authors Challenge Assumptions About Small-Town America. Anthologie (Hrsg. Nora Carpenter). Candlewick, Somerville (MA) 2020, ISBN 978-1-5362-1210-5.
- Razorblade Tears. Roman. Flatiron Books, New York 2021, ISBN 978-1-250-25270-8.
  - Die Rache der Väter. Roman. ars vivendi, Cadolzburg 2022, ISBN 978-3-7472-0349-1 (Aus dem amerikanischen Englisch von Jürgen Bürger).
- All the sinners bleed. 2023
  - Der letzte Wolf. Ars Vivendi, Cadolzburg 2023, ISBN 978-3-7472-0518-1 (Aus dem amerikanischen Englisch von Jürgen Bürger).